# Yuzo Funakoshi
Yuzo Funakoshi (船越 優蔵 Funakoshi Yuzo?), född 12 juni 1977 i Hyōgo prefektur, är en japansk före detta fotbollsspelare.
Funakoshi började sin karriär 1996 i Gamba Osaka. Efter Gamba Osaka spelade han för SC Telstar, Shonan Bellmare, Oita Trinita, Albirex Niigata, Tokyo Verdy och SC Sagamihara. Han avslutade karriären 2010.